# Parco nazionale Junkerdal
Il parco nazionale Junkerdal è un parco nazionale della Norvegia, nella contea di Nordland. È stato istituito nel 2004 e occupa una superficie di 682 km².